# Bryony Page
Bryony Kate Frances Page (Crewe, 10 december 1990) is een Engelse individuele trampolineturner. Ze werd de eerste Britse trampolinist die een Olympische medaille won, in 2016 in Rio de Janeiro, waar ze de zilveren medaille won. In 2024 werd Page Olympisch kampioen, nadat ze in Tokio 2020 (2021) het brons had gewonnen.

## Vroege leven en opleiding
Page werd geboren in Crewe en groeide op in Wrenbury, nabij Nantwich. Ze ging naar de Brine Leas School, de Malbank School en het Sixth Form College. Ze begon met trampolinespringen toen ze negen was.
Page studeerde biologie aan de Universiteit van Sheffield, waar ze een sportbeurs ontving. Ze studeerde in 2015 af. Na haar afstuderen concentreerde ze zich fulltime op trampolinespringen.  

## Carrière
In het begin van haar carrière worstelde Page twee jaar lang met de yips (verlies van fijne motoriek bij atleten), wat haar zelfvertrouwen en prestaties aantastte, maar ze overwon het in 2010 met de hulp van een vertrouwenscoach. Ze nam deel aan haar eerste wereldkampioenschappen in 2010, waar ze vierde werd in de individuele competitie. Op de wereldkampioenschappen in 2011 maakte ze deel uit van het team dat de zilveren medaille won tijdens de competitie. Ze miste de Olympische Spelen van 2012 in Londen vanwege ziekte en een letsel, maar won de individuele gouden medaille op het WK 2012 in Sofia.
Ze won drie opeenvolgende Britse kampioenstitels tussen 2013 en 2015 en was lid van de Britse teams die goud wonnen op de wereldkampioenschappen in 2013 en 2014 en de EK in 2016. Ze eindigde als vijfde in de individuele competitie op de wereldkampioenschappen van 2015.
Op de Olympische Spelen van 2016 in Rio de Janeiro, werden Page en haar Britse teamgenoot Kat Driscoll de allereerste finalisten van Groot-Brittannië in het trampolinespringen, ze kwalificeerde zich als zevende. Tijdens de finale behaalde ze een score van 56.040 waardoor ze aan de leiding kwam, totdat de Canadese titelverdediger Rosie MacLennan 56.465 scoorde en ze op de tweede plek terecht kwam. Page won zo uiteindelijk de zilveren medaille, de eerste keer dat een Britse gymnast een Olympische medaille bij het trampolinespringen had gewonnen.
2000: Irina Karavajeva ·
2004: Anna Dogonadze ·
2008: He Wenna · 
2012: Rosannagh MacLennan · 
2016: Rosannagh MacLennan · 
2020: Zhu Xueying · 
2024: Bryony Page